# Иодат иода(III)
Иода́т ио́да(III) (или нонаокси́д тетраио́да) — неорганическое соединение с формулой I(IO3)3 (или I4O9). Может рассматриваться как оксид иода или как соль иода и иодноватой кислоты, где иод входит в состав и катионов, и анионов, связанных ионной связью I3+(IO3)−
3. Жёлтые кристаллы.

## Получение
- Действие озона на иод в газовой фазе[2]:

{\displaystyle {\mathsf {2I_{2}+9O_{3}\ {\xrightarrow {}}\ I(IO_{3})_{3}+9O_{2}}}}
- Реакция элементного кислорода и иода в газовой фазе[3]:

{\displaystyle {\mathsf {4I_{2}+9O_{2}\ {\xrightarrow {}}\ 2I(IO_{3})_{3}}}}

## Физические свойства
Иодат иода(III) образует жёлтые расплывающиеся кристаллы.

## Химические свойства
- Разлагается при незначительном нагревании:

{\displaystyle {\mathsf {2I(IO_{3})_{3}\ {\xrightarrow {75^{o}C}}\ 2I_{2}O_{6}+2I_{2}+3O_{2}}}}
- Реагирует с водой с образованием иодноватой кислоты и иода[1]:

{\displaystyle {\mathsf {4I(IO_{3})_{3}+9H_{2}O\ {\xrightarrow {}}\ 18HIO_{3}+I_{2}}}}